# Джордж, Лейла
Лейла Джордж Д’Онофрио (англ. Leila George D'Onofrio, род. 20 марта 1992 года, Сидней, Австралия) — австралийская актриса, наиболее известная ролями в фильме «Хроники хищных городов» (2018), а также сериалах «Царство животных» (2019) и  «Все совпадения неслучайны» (2024).

## Биография
Родилась в Сиднее, в семье актера и продюсера Винсента Д’Онофрио и актрисы Греты Скакки. Детство провела со своей матерью в Брайтоне, Великобритания. Имеет трёх сводных братьев.
В 2008 году Лейла посещала курсы актерского мастерства в Брайтонском колледже. В следующем году поступила в колледж Кроули, а в 2010 году — в Лондонскую школу искусств. В 2011 году отправилась в Австралию, где поступила в Сиднейскую киношколу, однако проучилась лишь год переехав в Нью-Йорк, чтобы посещать Институт театра и кино Ли Страсберга где преподавал её отец.

### Карьера
В 2013 году участвовала в работе над документальным фильмом «Последний импресарио» в качестве дополнительного оператора. В 2014 году сыграла вместе со своей матерью в спектакле «Чайка» по пьесе Антона Чехова, поставленном театральной труппой «Черный лебедь» в Перте. Ее мать исполнила роль Ирины Аркадиной, а сама Лейла — Нины, её романтической соперницы.
В 2016 году получила свою первую главную роль в полнометражном телевизионном фильме «В объятиях смерти». Позднее появилась в лентах «Хроники хищных городов» (2018) и «Малыш Кид» (2019). В 2019 году Джордж присоединилась к актёрскому составу телесериала «Царство животных» где сыграла юную версию Джанин Коди, персонажа Эллен Баркин.

## Личная жизнь
В 2016 году начала встречаться с актёром Шоном Пенном. 30 июля 2020 года они поженились. Лейла подала на развод 15 октября 2021 года, 22 апреля 2022 года брак был расторгнут.
После лесных пожаров в Австралии в 2019-2020 годах Лейла стала одним из организаторов благотворительного мероприятия по сбору средств среди знаменитостей в поддержку сохранения районов пострадавших от огня; мероприятие проводилось под патронажем лос-анджелесского зоопарка.

## Фильмография
| Год       |    | Русское название          | Оригинальное название            | Роль                 |
| --------- | -- | ------------------------- | -------------------------------- | -------------------- |
| 2016      | тф | В объятиях смерти         | Mother, May I Sleep with Danger? | Лия Льюисон          |
| 2019      | ф  | Малыш Кид                 | The Kid                          | Сара Катлер          |
| 2019—2022 | с  | Царство животных          | Animal Kingdom                   | Джанин Коди в юности |
| 2021      | ф  | Долгий дом                | The Long Home                    | Эдна Ходжес          |
| 2023      | ф  | Девушка-гонзо             | Gonzo Girl                       | Септембер Макэвой    |
| 2024      | с  | Все совпадения неслучайны | Disclaimer                       | Кэтрин в юности      |
| 2024      | ф  | Он не тяжёлый             | He Ain’t Heavy                   | Джейд                |